# Jean-Claude Aubé
Pour les articles homonymes, voir Aubé.
Jean-Claude Aubé, né le 29 septembre 1944 à Château-Landon et mort le 15 février 1988 à Paris 19e, est un danseur et comédien français.

## Biographie
Après des études à l'École normale de Paris pour devenir instituteur, il préfère interrompre ses études pour se consacrer à la danse classique.
En 1965, il intègre la troupe de Roland Petit et participe en tant que danseur à des spectacles avec Zizi Jeanmaire et à de multiples shows TV comme ceux de Maritie et Gilbert Carpentier.
Il travaille également sous la direction de chorégraphes tels qu'Arthur Plasschaert, Jean Moussy et Victor Upshaw à l'Olympia et pour des émissions de télévision réalisées par Jean-Christophe Averty.
Au début des années 1970, il suit les cours de théâtre de Jean-Laurent Cochet durant trois ans, puis est engagé dans diverses productions théâtrales.
Il joue aux côtés de Jean Marais, Robert Hirsch, Francis Perrin, Jean-Philippe Puymartin, Marion Loran, Annie Sinigalia...
Il écrit et met en scène le spectacle Les enfants du soleil à partir de textes de Jacques Prévert.
En 1977, il est engagé à FR3 en tant que speaker. Il est ainsi la voix off de présentation des programmes jusqu'en 1982.
Jean-Claude Aubé est mort du sida à Paris le 15 février 1988. Il est inhumé au cimetière de Montmartre, 10e division.

## Scène

### Comédies musicales
- 1969 : Le Marchand de soleil de Robert Thomas et Jacques Mareuil, mise en scène de Robert Manuel avec Tino Rossi et Robert Manuel - théâtre Mogador[3]
- 1970 : La Revue avec Zizi Jeanmaire dans un spectacle de Roland Petit au Casino de Paris (mars 1970)[4]
- 1971 : Zizi je t'aime avec Zizi Jeanmaire dans un spectacle de Roland Petit, musique de Serge Gainsbourg au Casino de Paris (décembre 1971)[4]
- 1972 : Hello, Dolly ! avec Annie Cordy mise en scène de Raymond Vogel - Créé au Grand Théâtre de Nancy (3 mars 1972), puis joué au théâtre Mogador (à partir du 28 septembre 1972).
- 1972 : Les Oiseaux sur la branche comédie musicale de James Sparow avec Jean-Pierre Rambal, Michel Elias, Jean-Pierre Brossmann...
- 1972 à 1982 : participe à de nombreux shows TV notamment ceux de Maritie et Gilbert Carpentier et des émissions de télévision sous la direction des chorégraphes Arthur Plasschaert, Jean Moussy, Victor Upshaw...
- 1973 : Douchka avec Paulette Merval et Lucette Raillat mise en scène de Jacques Charon au Théâtre Mogador à partir du 2 octobre 1973.

### Théâtre
- 1967 : Les Fourberies de Scapin de Molière, mise en scène de Jacques Ardouin - Rôle : le comparse - Théâtre Sarah-Bernhardt, Paris[5]
- 1974 : Le Sexe faible d'Édouard Bourdet, mise en scène Jean-Laurent Cochet - Rôle de Jimmy - théâtre de l'Athénée-Louis-Jouvet[réf. nécessaire]
- 1975 : Trésor party de Bernard Régnier, mise en scène Jacques Ardouin, avec Francis Perrin, Nicole Jamet - Rôle de Freddy - théâtre Édouard VII
- 1978 - 1979 : Le Roi Lear de William Shakespeare, avec Jean Marais, mise en scène d'Yves Gasc - Rôle d'Edgar - Festival de Vaison La Romaine et Théâtre de l'Athénée-Louis-Jouvet[6]
- 1980 : Les Caprices de Marianne d'Alfred de Musset, mise en scène de Jean-Pierre Barlier, avec Yves Marchand et Annie Sinigalia - Rôle de Celio - Festival de la mer (Sète)[7] et Espace Duchamp-Villon[7]
- 1980 : Deburau de Sacha Guitry, mise en scène Jacques Rosny avec Robert Hirsch, Jean-Philippe Puymartin - Rôle d'Armand Duval - théâtre Édouard VII[8]
- 1981 : Merci Prévert montage poétique mis en scène par Jean-Pierre Barlier
- 1982 : Deburau de Sacha Guitry, mise en scène Jacques Rosny - théâtre des Célestins[8],[9]
- 1985 : La Parenthèse de sang mise en scène de Sanvi Panou - Premier rôle : Sergent tortionnaire - Espace Kiron[10]
- 1986 : Britannicus de Jean Racine, mise en scène de Bernard Pisani - Rôle de Narcisse - théâtre Mouffetard[11]
- 1987 : Momo de Jean-Claude Darnal, mise en scène de Nicolas Bataille - théâtre Déjazet

## Filmographie

### Télévision
- 1968 : Dim Dam Dom - Sylvie Vartan chante Comme un garçon, accompagnée par les danseurs des ballets René Golliard. Diffusé le 14 janvier 1968 sur la 2e chaîne de l'ORTF[6]
- 1968 : Cinq danseurs dans une caméra - Réalisé par Jacques Audoir et interprété par Michèle Alba, Yvonne Mestre, Fabienne Pradal, Jean-Claude Aubé et Arthur Plasschaert - Diffusé le 3 mars 1968 sur la 2e chaîne de l'ORTF[6]
- 1968 : La déesse et les ordinateurs - Réalisé par Vladimir Forgency, chorégraphie de Pierre Duvillard avec Sonia Petrovna - le 20 décembre 1968 sur la 2e chaîne de l'ORTF[6]
- 1972 : Les oiseaux sur la branche comédie musicale de James Sparow avec Jean-Pierre Rambal, Michel Elias, Jean-Pierre Brossmann... Diffusé le 6 août 1972 sur la 2e chaîne de l'ORTF[6]
- 1975 : Au théâtre ce soir : Trésor party de Bernard Régnier d'après un roman de Wodehouse, mise en scène Jacques Ardouin, réalisation Pierre Sabbagh, théâtre Édouard VII[12]
- 1977 à 1982[2] : Speakerin sur FR3[6]
- 1980 : La petite valise avec Paulette Dubost, réalisé par Roger Dallier - Rôle du curé - Diffusé le 1er août 1980 sur TF1[13]
- 1982 : Deburau réalisé par Jean Prat et diffusé le 5 mars 1982 sur TF1[14]
- 1983 : Les beaux quartiers (d'après Louis Aragon) réalisé par Jean Kerchbron. 1er épisode diffusé le 31/03/1983, 2e épisode diffusé le 16/04/1983, 3e épisode diffusé le 23/04/1983 sur TF1[15]
- 1986 : Catherine, d'après le roman de Juliette Benzoni. Réalisé par Marion Sarraut et diffusé en 1986 sur Antenne 2 - Rôle du Roi René d'Anjou[16]
- 1986 : Alice avec Marion Loran réalisé par Jean-Pierre Prévost[17]

### Cinéma
- 1966 : La guerre est finie d'Alain Resnais avec Geneviève Bujold et Yves Montand
- 1986 : Un homme et une femme : vingt ans déjà de Claude Lelouch